# راؤول ميسا
راؤول ميسا (بالإسبانية: Raúl Mesa Lite) (و. 1982  م) هو لاعب كرة طائرة شاطئية إسباني، ولد في سرقسطة، شارك في الألعاب الأولمبية الصيفية 2008.

## روابط خارجية
- راؤول ميسا على موقع الاتحاد الدولي beach volleyball database (الإنجليزية)
- راؤول ميسا على موقع قاعدة بيانات الكرة الطائرة الشاطئية (الإنجليزية)
- راؤول ميسا على موقع اللجنة الأولمبية الدولية (الإنجليزية)
- راؤول ميسا على موقع أوليمبيديا (الإنجليزية)
- راؤول ميسا على موقع اللجنة الأولمبية الإسبانية (الإسبانية)